# Buda Lapja
A Buda Lapja egy Budán és Buda környékén megjelenő közéleti kéthetilap. Az újságot 2007-ben olyan újságírók alapították, akik korábban különböző budai újságok és televíziók szerkesztőségében dolgoztak. Az újságot Budán ingyenesen, míg országos szinten előfizetéses rendszerben terjesztik.

## Története
A lap ötlete Halász Lajos főszerkesztőtől származott, aki 2000 környékén gondolt először egy egész Budát átfogó újság létrehozására. Halász az Újbuda TV-től történt 2007 májusi távozása után látott hozzá az új újság megszervezésének, amely a Buda Lapja címet kapta. A Buda Lapja 2007 nyarán, több hozzá hasonló profilú ingyenes lappal egy időben mutatkozott be. Az első mutatványszám (ún. VIP-szám) 2007. augusztus 6-án jelent meg, ezt csak szűk körben terjesztették. A lap első száma 2007. augusztus 22-én jelent meg, 250 000 példány került az utcára és a postaládákba. Az újságot a budai kerületekben ingyenesen, a postaládákba bedobva kezdték terjeszteni, míg az agglomerációban közlekedési csomópontokban helyezték el a lapot, ahonnan ingyenesen el lehetett vinni.

## Profilja
A Buda Lapjában a főszerepet budai és Buda környéki eseményekről szóló tudósítások, a helytörténet és a bulvár. Az újságnak három regionális kiadása jelenik meg Buda északi, déli és középső régióiban. A jelenlegi példányszám 250 000, de a jövendőben ennek emelkedésére számít a szerkesztőség.

## Külső hivatkozások
- A lap honlapja